# Synagoga ve Vimperku
Synagoga ve Vimperku byla židovská modlitebna ve městě Vimperk, v okrese Prachatice. Nacházela se na nároží pozdějších ulic 1. máje a Johnova, dokončena byla v roce 1925 podle návrhu stavitele Josefa Schmidta. Během listopadových pogromů v roce 1938 byla zapálena, vyhořela a její torzo bylo později strženo. V jejích místech se nyní nachází bytový dům.

## Historie
Židé jsou ve Vimperku doloženi již ve 20. letech 17. století, zdejší komunita však správně spadala pod židovskou obec v nedaleké Čkyni a na bohoslužby docházela do synagogy v prostoru tzv. Vysokého dvora u Čkyně a posléze i novější čkyňské synagogy.
Po úbytku členů čkyňské obce koncem 19. století byla roku 1899 založena židovská obec ve Vimperku. Ta záhy začala se sháněním prostředků pro vybudování nové synagogy ve městě. Její realizaci zpozdily události první světové války a následné hospodářské krize, její stavba pak byla provedena, během přibližně půl roku, až v roce 1925. Budova byla realizována dle plánů městského stavitele Josefa Schmidta, stavební dozor pak vykonával českobudějovický česko-židovský architekt Louis Wolt (1895–1942). Z čkyňské synagogy sem byla přenesena Tóra a další cenné rituální předměty.
Po událostech Mnichovské dohody ze září 1938 po německém záboru Sudet došlo v noci z 9. na 10. listopadu 1938 k tzv. Křišťálové noci, během které byla vypálena řada synagog v nacistickém Německu, ale také v německých národnostních oblastech na nově anektovaných územích, včetně Sudet. Vimperská synagoga byla 10. listopadu 1938 záměrně vypálena, shořelo i veškeré vybavení a v dalších letech chátrala. Pozemek pak roku 1941 koupil vimperský lékař dr. Erich Finger, který ještě téhož roku nechal její ruiny srovnat se zemí. Následkem tragických událostí druhé světové války a holokaustu došlo k razantnímu zmenšení zdejší židovské obce a synagoga po válce již nebyla obnovena.
V lokalitě synagogy byl ve druhé polovině 20. století vybudován obytný dům. Na zdi vedlejšího domu byla roku 2003 odhalena pamětní deska připomínající existenci stavby.